# Tropocyclops extensus
Tropocyclops extensus – gatunek widłonoga z rodziny Cyclopidae. Nazwa naukowa tego gatunku skorupiaków została opublikowana w 1931 roku przez niemieckiego zoologa Friedricha Kiefera. Gatunek ten został ujęty w Katalogu Życia.

## Podgatunki
- T. e. longispina Kiefer, 1931[2]
- T. e. extensus Kiefer, 1931[2]